# Барад-дур
Барад-Дур е най-могъщото укрито в сянка укрепление на Саурон през Втората и Третата епоха. В превод Барад-дур означавало „Тъмна кула“ или „Черна кула“.
На най-високата кула на Барад-дур било мястото, което Саурон обитавал. Толкин пише че там бил Прозорецът на окото, откъдето Окото без клепачи се взирало в Средната земя.

## Външността на Барад-дур
Отвън кулата Барад-дур била черна, направена главно от магически метал от който била изградена и Черната порта. От желязната порта на Барад-дур излизала пътека която излизала на платото Горгорот.